# La Mascotte

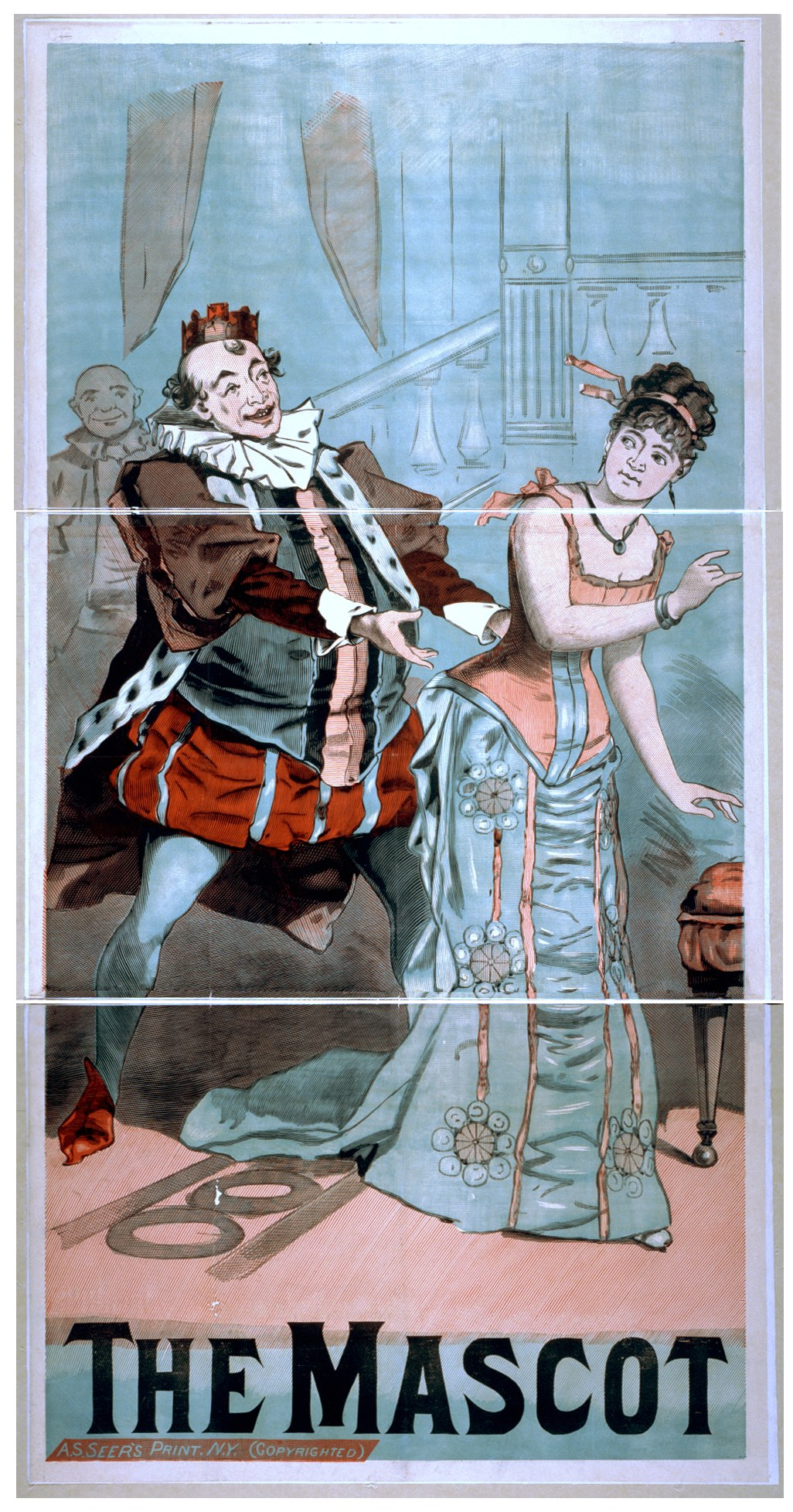
Cartel publicitario (1881)

La mascotte ("La mascota") es una opéra comique con música de Edmond Audran y libreto en francés de Alfred Duru y Henri Charles Chivot. Es la historia de Bettina, muchacha campesina que cree que atrae la buena suerte a cualquiera que la posea, siempre y cuando permanezca virgen.  El título (en inglés) inició el uso de la palabra 'mascot' en el idioma inglés para significar "animal, humano o cosa que atrae la suerte".[cita requerida]

## Historia
Se estrenó en el Théâtre des Bouffes Parisiens en París el 29 de diciembre de 1880. Fue muy popular y se dieron mil representaciones en tan solo cinco años. Se repuso en los Bouffes Parisiens en 1883 y 1889 y se produjo en otros teatros parisinos hasta los años 1930 y de nuevo en 1944; se hizo una película en 1935 con Germaine Roger, Lucien Baroux, Lestelly y Dranem.
La obra no tardó en llegar tras su estreno absoluto parisino, vertida al castellano y bajo el título de La mascota, a los escenarios de la península ibérica. En el Teatro Español de Barcelona será estrenada el 25 de agosto de 1882, en adaptación no acreditada de Joan Manel Casademunt y un tal señor Medina. Tras su paso por Zaragoza la obra llegará ese mismo año al Teatro Circo Price de Madrid, con un texto revisado a partir del que se viera en Barcelona (que luego quedó fijado en el libreto editado, del que tenían la propiedad literaria los libretistas Julio Nombela y Andrés Vidal y Llimona). Arreglada a partir de este último texto la obra gozará de un nuevo recorrido, ya iniciado el siglo XX, refundida en un acto bajo el título de La mascotita (cuyo estreno acaeció en el Teatro Soriano de Barcelona el 27 de septiembre de 1913). De la popularidad de que gozó esta obra a través de sus adaptaciones castellanas dan testimonio varias grabaciones en cilindro de cera y en disco de gramófono de sus más célebres números, hoy accesibles a través de la Biblioteca Digital Hispánica de la Biblioteca Nacional de España.
Esta ópera rara vez se representa en la actualidad; en las estadísticas de Operabase aparece con sólo una representación en el período 2005-2010, siendo la primera de Edmond Audran.